# Lucas Bryant
Lucas Bryant (Elmira, Ontario; 28 de septiembre de 1978) es un actor canadiense-estadounidense de cine y televisión. Es más conocido por su papel de Nathan Wuornos en la serie Haven, del canal Syfy.

## Primeros años
Bryant nació en Elmira, Ontario, Canadá. Es hijo de Susan Hodges Bryant y M. Darrol Bryant. Actualmente tiene doble ciudadanía, estadounidense y canadiense. Su padre es de Dakota del Norte. Su madre también nació y creció en Estados Unidos. Bryant estudió actuación en la Universidad Sheridan en Oakville, Ontario.

## Carrera
En la televisión, Bryant ha aparecido en las películas como Playing House y More Sex and the Single Mom, así como ha estrella invitada en las series Queer as Folk, Odyssey 5 y Playmakers. También ha sido estrella en varios proyectos televisivos canadienses, incluyendo Crazy Canucks, An American in Canada y The Eleventh Hour. Bryant ha participado en muchas producciones canadienses, incluyendo The Crucible y The King and I. También encarnó a Gabe McCall en el drama de la cadena CBC MVP: The Secret Lives of Hockey Wives. También fue protagonista de Haven, serie de televisión basada en la novela The Colorado Kid, de Stephen King. Él y la coestrella de Haven Emily Rose habían protagonizado juntos anteriormente un thriller televisivo del año 2010 llamado Perfect Plan.
BuddyTV lo posicionó en el puesto 72 de su lista de "los hombres más sexys de la televisión de 2011".
En 2012, Bryant protagonizó la película de Lifetime Merry In-Laws. En dicha cinta interpretó a Peter, un profesor quien se compromete con una astrónoma. Cuándo conoce a sus padres se entera de que ellos son en realidad el Sr. y la Sra. Santa Claus. La película tiene como coestrellas a George Wendt y Shelley Long como el Señor y Señora Claus, respectivamente. El filme fue dirigido por Leslie Hope, quien ya había dirigido a Bryant en A Very Merry Daughter of the Bride.

## Vida privada
Bryant está casado con la actriz y entrenadora personal australiana Kirsty Hinchcliffe. Tienen una hija nacida en agosto de 2008. Desde julio de 2010 viven en Santa Mónica, California. También tienen un hijo, nacido en 2015.

## Filmografía

### Cine
| Título         | Año  | Rol               | Notas        |
| -------------- | ---- | ----------------- | ------------ |
| Sunday Morning | 2006 | Karey Brant       |              |
| Hate Musicals  | 2007 | Brad              | Cortometraje |
| The Vow        | 2012 | Kyle              |              |
| The Girl King  | 2015 | Johan Oxenstierna |              |

### Televisión
| Título                             | Año           | Rol                 | Notas                                                  |
| ---------------------------------- | ------------- | ------------------- | ------------------------------------------------------ |
| Queer as Folk                      | 2002          | Estudiante          | 1 episodio: "...Wherever That Dream May Lead You"      |
| Playmakers                         | 2003          |                     | 1 episodio: "Man in motion"                            |
| An American in Canada              | 2003          |                     |                                                        |
| Crazy Canucks                      | 2004          | Ken Read            | Película televisiva                                    |
| The Eleventh Hour                  | 2004          |                     | 1 episodio: "Stormy Petrel"                            |
| Odyssey 5                          | 2004          | Joven Chuck Taggert | 1 episodio: "Begotten"                                 |
| More Sex & the Single Mom          | 2005          | Gabe Emerson        | Película televisiva                                    |
| Queer as Folk                      | 2005          | Tucker              | 2 episodios: "Anything in Common" y "I Love You"       |
| Sex, Love & Secrets                | 2005          | Milo Vanderbeer     | Papel principal (7 episodios)                          |
| Playing House                      | 2006          | Calvin Puddie       | Película televisiva                                    |
| MVP                                | 2008          | Gabe McCall         | Regular                                                |
| Faux Baby                          | 2008          | Harry               | Serie web; regular (5 episodios)                       |
| A Very Merry Daughter of the Bride | 2008          | Dylan               | Película televisiva                                    |
| Dollhouse                          | 2009          | Travis Leeds        | 1 episodio: "Echo"; escena eliminada, no acreditado    |
| Haven                              | 2010–presente | Nathan Wuornos      | Protagonista                                           |
| Perfect Plan                       | 2011          | Sean / Keenan Blake | Película televisiva                                    |
| Merry In-Laws                      | 2012          | Peter               | Película televisiva                                    |
| CSI: Crime Scene Investigation     | 2013          | Shaun McHenry       | 1 episodio: "Dead of the Class"                        |
| Cracked                            | 2013          | Jesse Powell        | 1 episodio: "Old Soldiers"                             |
| Beauty & the Beast                 | 2013          | Paul Davis          | 2 episodios: "Heart of Darkness" y "Playing with Fire" |
| Agents of S.H.I.E.L.D.             | 2019          | Agente Keller       | Personaje recurrente; sexta temporada                  |